# ブラッド・ピーコック
ブラッド・ピーコック（Bradley J. "Brad" Peacock, 1988年2月2日 - ）は、アメリカ合衆国フロリダ州マイアミ出身の元プロ野球選手（投手）。右投右打。

## 経歴

### プロ入りとナショナルズ時代

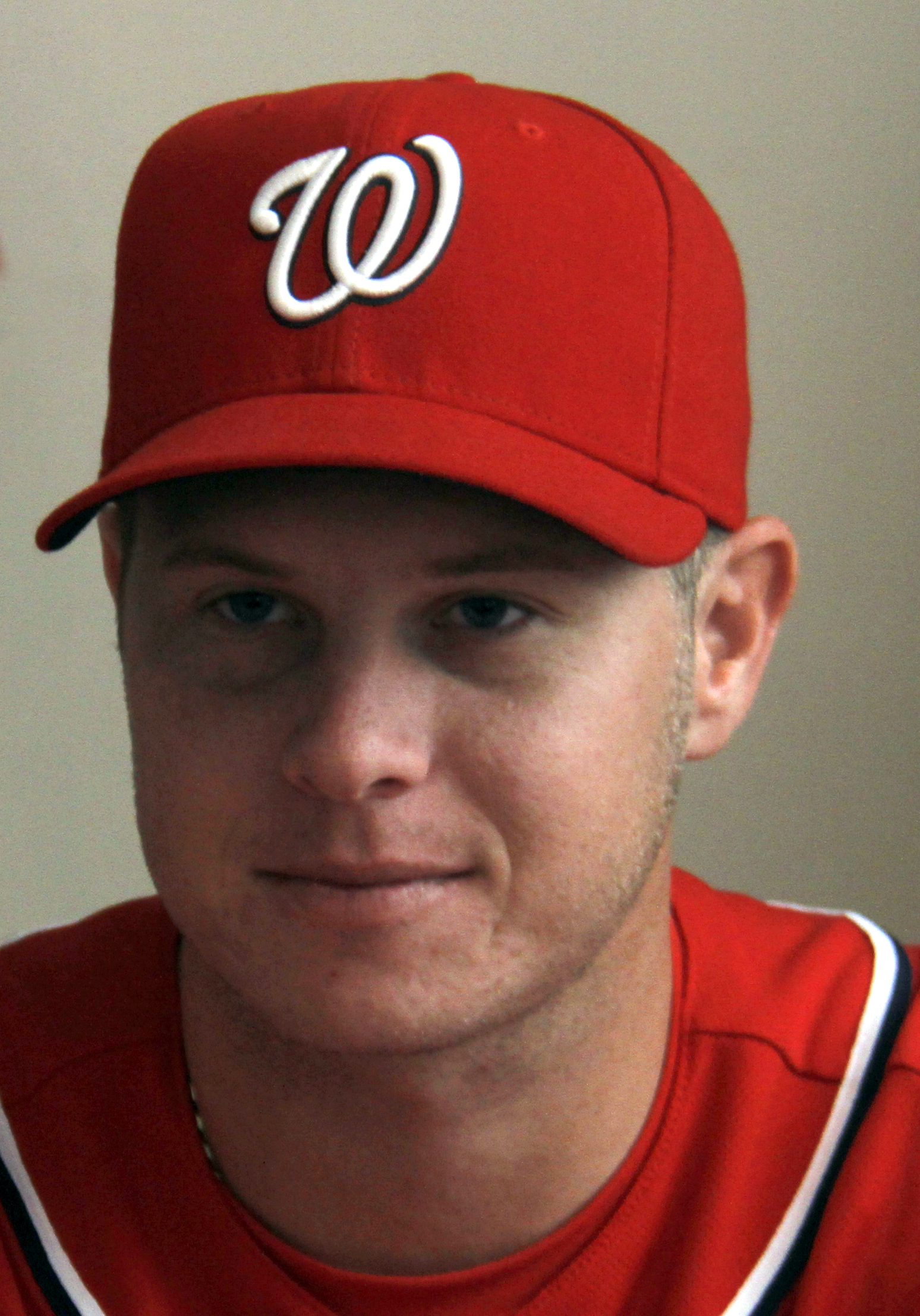
ワシントン・ナショナルズ時代
（2011年9月17日）

2006年のMLBドラフト41巡目（全体1231位）でワシントン・ナショナルズから指名され、プロ入り。
2011年には、「ベースボール・アメリカ」誌の有望株ランキングにおいて、マイナー全体で42位の評価を受けた。同年のオールスター・フューチャーズゲームにも選出された。9月6日、ロサンゼルス・ドジャース戦でメジャーデビューを果たした。14日のニューヨーク・メッツ戦でメジャー初勝利を記録した。

### アスレチックス傘下時代
2011年12月23日にジオ・ゴンザレスとの1対4のトレードで、トミー・ミローン、デレク・ノリス、A.J.コールらと共にオークランド・アスレチックスへ移籍したが、2012年はメジャーで登板はしなかった。

### アストロズ時代
2013年2月4日にフェルナンド・ロドリゲス、ジェド・ラウリーとの2対3のトレードで、クリス・カーター、マックス・スタッシと共にヒューストン・アストロズへ移籍。アストロズでは18試合に登板して、うち14試合が先発としての登板だった。5勝（6敗）を挙げたものの、防御率5.18に終わり、80イニング程度で15本の本塁打を浴びるなど、不本意な成績だった。
2014年は、層の薄いアストロズで先発ローテーションに入り、28試合に登板 (24試合が先発) 。勝ち星こそ4勝に終わったが、防御率を4.72に改善した。
2015年は4月14日の1試合のみに先発登板し、5.0回を5安打3失点という内容で敗戦投手になった。
2016年は10試合に登板し、その半数に当たる5試合で先発として投げた。防御率は3.69ながらFIPは5.17であり、勝ち星も2年連続で挙げられずじまいと投球内容はあまり良くなかった。
2017年は開幕当初リリーフとして起用され、シーズン初登板である4月5日のマイアミ・マーリンズ戦で3年ぶりの勝ち星を挙げた。5月半ばまでに12試合登板で16.1イニングを2失点と好投し、5月22日のデトロイト・タイガース戦から先発として起用されることとなった。結果34試合に登板し（うち先発が21試合）、自身初の二桁勝利となる13勝を挙げ、防御率は3.00、奪三振率も11.0と高水準を記録と、飛躍のシーズンになった。
2018年はゲリット・コールの加入により先発ローテーションが満たされたことから、年間を通じてリリーフに固定され、61試合に登板（内先発は1試合のみ）。3勝5敗3セーブ、防御率3.46、奪三振率13.3という成績を挙げ、リリーフ陣の一角として存在感を示した。
2020年オフの10月28日にFAとなった。

### インディアンス傘下時代
2021年6月25日にクリーブランド・インディアンスとマイナー契約を結んだ。加入後は傘下のAAA級コロンバス・クリッパーズへ配属され、11試合に登板（先発10試合）したが、0勝4敗、防御率7.68、38奪三振と振るわなかった。

### レッドソックス時代
2021年8月30日に金銭トレードで、ボストン・レッドソックスへ移籍した。翌日の8月31日にメジャー契約を結んでアクティブ・ロースター入りしたが、同日のタンパベイ・レイズ戦では先発して2.1回を5失点と炎上し、敗戦投手となった。9月11日にマイナー契約で傘下のAAA級ウースター・レッドソックスへ配属された。翌日の9月12日にフィリップス・バルデスの新型コロナウイルスでの離脱を受け、特例措置で再びメジャー契約を結んで昇格したが、登板機会が無いまま13日に再びマイナー契約でAAA級ウースターへ配属された。

### レッドソックス退団後
2022年3月7日にカンザスシティ・ロイヤルズとマイナー契約を結んだが、7月17日に放出された。7月29日にミネソタ・ツインズと契約したが8月30日に放出されると翌日にマイナー契約で再契約した。11月10日にFAとなった。
2024年3月12日に母校のパームビーチセントラル高校の投手コーチに就任した。

## 詳細情報

### 年度別投手成績
| 年 度    | 球 団    | 登 板 | 先 発 | 完 投 | 完 封 | 無 四 球 | 勝 利 | 敗 戦 | セ 丨 ブ | ホ 丨 ル ド | 勝 率 | 打 者 | 投 球 回 | 被 安 打 | 被 本 塁 打 | 与 四 球 | 敬 遠 | 与 死 球 | 奪 三 振 | 暴 投 | ボ 丨 ク | 失 点 | 自 責 点 | 防 御 率 | W H I P |
| -------- | -------- | ----- | ----- | ----- | ----- | -------- | ----- | ----- | -------- | ----------- | ----- | ----- | -------- | -------- | ----------- | -------- | ----- | -------- | -------- | ----- | -------- | ----- | -------- | -------- | ------- |
| 2011     | WSH      | 3     | 2     | 0     | 0     | 0        | 2     | 0     | 0        | 0           | 1.000 | 48    | 12.0     | 7        | 0           | 6        | 0     | 0        | 4        | 1     | 0        | 1     | 1        | 0.75     | 1.08    |
| 2013     | HOU      | 18    | 14    | 0     | 0     | 0        | 5     | 6     | 0        | 2           | .455  | 365   | 83.1     | 78       | 15          | 37       | 0     | 3        | 77       | 4     | 0        | 51    | 48       | 5.18     | 1.38    |
| 2014     | HOU      | 28    | 24    | 0     | 0     | 0        | 4     | 9     | 0        | 1           | .308  | 589   | 131.2    | 136      | 20          | 70       | 4     | 4        | 119      | 6     | 0        | 80    | 69       | 4.72     | 1.57    |
| 2015     | HOU      | 1     | 1     | 0     | 0     | 0        | 0     | 1     | 0        | 0           | .000  | 22    | 5.0      | 5        | 0           | 2        | 0     | 1        | 3        | 0     | 0        | 3     | 3        | 5.40     | 1.40    |
| 2016     | HOU      | 10    | 5     | 0     | 0     | 0        | 0     | 1     | 0        | 0           | .000  | 127   | 31.2     | 21       | 6           | 14       | 0     | 0        | 28       | 2     | 0        | 15    | 13       | 3.69     | 1.11    |
| 2017     | HOU      | 34    | 21    | 0     | 0     | 0        | 13    | 2     | 0        | 0           | .867  | 546   | 132.0    | 100      | 10          | 57       | 0     | 3        | 161      | 6     | 1        | 46    | 44       | 3.00     | 1.19    |
| 2018     | HOU      | 61    | 1     | 0     | 0     | 0        | 3     | 5     | 3        | 10          | .375  | 272   | 65.0     | 56       | 11          | 20       | 0     | 3        | 96       | 5     | 0        | 26    | 25       | 3.46     | 1.17    |
| 2019     | HOU      | 23    | 15    | 0     | 0     | 0        | 7     | 6     | 0        | 0           | .538  | 383   | 91.2     | 78       | 15          | 31       | 0     | 5        | 96       | 1     | 1        | 43    | 42       | 4.12     | 1.19    |
| 2020     | HOU      | 3     | 0     | 0     | 0     | 0        | 0     | 0     | 0        | 0           | ----  | 12    | 2.1      | 3        | 0           | 1        | 0     | 1        | 3        | 0     | 0        | 2     | 2        | 7.71     | 1.71    |
| MLB：9年 | MLB：9年 | 181   | 83    | 0     | 0     | 0        | 34    | 30    | 3        | 13          | .531  | 2364  | 554.2    | 484      | 77          | 238      | 4     | 20       | 587      | 25    | 2        | 267   | 247      | 4.01     | 1.30    |

- 2020年度シーズン終了時

### 年度別守備成績
| 年 度 | 球 団 | 投手（P） | 投手（P） | 投手（P） | 投手（P） | 投手（P） | 投手（P） |
| 年 度 | 球 団 | 試 合     | 刺 殺     | 補 殺     | 失 策     | 併 殺     | 守 備 率  |
| ----- | ----- | --------- | --------- | --------- | --------- | --------- | --------- |
| 2011  | WSH   | 3         | 1         | 0         | 0         | 0         | 1.000     |
| 2013  | HOU   | 18        | 4         | 10        | 1         | 0         | .933      |
| 2014  | HOU   | 28        | 7         | 7         | 2         | 1         | .875      |
| 2015  | HOU   | 1         | 0         | 1         | 0         | 0         | 1.000     |
| 2016  | HOU   | 10        | 2         | 2         | 0         | 0         | 1.000     |
| 2017  | HOU   | 34        | 6         | 21        | 1         | 1         | .964      |
| 2018  | HOU   | 61        | 2         | 3         | 1         | 0         | .833      |
| 2019  | HOU   | 23        | 5         | 4         | 2         | 0         | .818      |
| 2020  | HOU   | 3         | 0         | 1         | 0         | 0         | 1.000     |
| MLB   | MLB   | 181       | 27        | 49        | 7         | 2         | .916      |

- 2020年度シーズン終了時

### 記録
MiLB
- オールスター・フューチャーズゲーム選出：1回（2011年）

### 背番号
- 41（2011年、2014年 - 2020年）
- 43（2013年）
- 44（2021年）